# 埃尔布赛姆
埃尔布赛姆（法語：Herbsheim，发音：[ɛʁbsaim]）是法国下莱茵省的一个市镇，属于塞莱斯塔-埃尔什泰因区（Sélestat-Erstein）和埃尔什泰因县（Erstein）。该市镇总面积8.6平方公里，2009年时的人口为846人。

## 人口
埃尔布赛姆人口变化图示